# 大日本帝国憲法第9条
大日本帝国憲法第9条（だいにほん/だいにっぽん ていこくけんぽう だい9じょう）は、大日本帝国憲法第1章にある、天皇の命令に関する規定である。

## 現代風の表記
天皇は、法律を執行するために、又は公共の安寧秩序を保持し、及び臣民の幸福を増進するために必要な命令を発し、又は発させる。ただし、命令をもって法律を変更することはできない。